# Międzynarodowa Olimpiada Biologiczna
Międzynarodowa Olimpiada Biologiczna (ang. International Biology Olympiad, IBO) – coroczny międzynarodowy konkurs biologiczny dla uczniów szkół średnich, organizowany od 1990. Pierwsza IBO odbyła się z inicjatywy Polski i Czechosłowacji w Ołomuńcu. W późniejszych edycjach kolejne kraje wysyłały również i swoje reprezentacje. Jest to jedna z międzynarodowych olimpiad naukowych. Każdy uczestniczący kraj może wysłać na Międzynarodową Olimpiadę Biologiczną maksymalnie 4 uczestników oraz opiekunów (którzy pełnią jednocześnie funkcję tłumaczy testów). Reprezentantami Polski w IBO są laureaci miejsc 1-4 krajowej Olimpiady Biologicznej, zaś opiekunami naukowcy Wydziału Biologii Uniwersytetu Warszawskiego.

## Forma Olimpiady
Olimpiada odbywa się zazwyczaj w lipcu i trwa ok. 7 dni. Same zawody trwają 2 dni. Jeden dzień obejmuje pracownie praktyczne, drugi natomiast 2 testy teoretyczne. Zagadnienia pracowni praktycznych różnią się w poszczególnych latach. Tematy przewodnie to: biochemia, biologia molekularna, statystyka i filogenetyka, botanika, fizjologia roślin, fizjologia zwierząt, zoologia, fizjologia rozwoju, behawiorystyka zwierząt, ekologia i biogeografia. Z reguły są to 4 pracownie trwające 90 min. Testy teoretyczne zawierają wyłącznie pytania zamknięte wielokrotnego wyboru. Forma olimpiady nie sprawdza szczegółowej wiedzy biologicznej, ale zrozumienie procesów i zjawisk biologicznych, a także planowanie i wykonywanie doświadczeń.

## Historia[2]
| Nazwa                                                                                       | Rok  | Miasto         | Kraj                         | Data                  | Uczestniczące kraje | Polscy reprezentanci                                                      |
| ------------------------------------------------------------------------------------------- | ---- | -------------- | ---------------------------- | --------------------- | ------------------- | ------------------------------------------------------------------------- |
| 35. Międzynarodowa Olimpiada Biologiczna                                                    | 2024 | Astana         | Kazachstan                   | 7-14 lipca            | 74                  | Michał Kuźmiński Geyderowicz Olaf Marta Koźmińczuk Franciszek Bączkiewicz |
| 34. Międzynarodowa Olimpiada Biologiczna                                                    | 2023 | Al-Ajn         | Zjednoczone Emiraty Arabskie | 3-11 lipca            | 76                  | Aleksander Skóra Olaf Geyderowicz Krzysztof Gryboś Aleksandra Sznel       |
| 33. Międzynarodowa Olimpiada Biologiczna                                                    | 2022 | Erywań         | Armenia                      | 10-18 lipca           | 62                  | Jagienka Mądrzak Aleksandra Kowalczyk Szymon Bander Zuzanna Żyra          |
| 32. Międzynarodowa Olimpiada Biologiczna przeprowadzona zdalnie w formie IBO Challenge II   | 2021 | Lizbona        | Portugalia                   | 18-23 lipca           | 72                  | Jakub Kwiatkowski Jakub Onopiuk Maciej Maj Kornel Wojasiński              |
| 31. Międzynarodowa Olimpiada Biologiczna przeprowadzona zdalnie w formie IBO Challenge 2020 | 2020 | Nagasaki       | Japonia                      | 11-24 sierpnia        | 47                  | Jakub Kwiatkowski Mateusz Żurowski Martyna Borak Barbara Buchalska        |
| 30. Międzynarodowa Olimpiada Biologiczna                                                    | 2019 | Segedyn        | Węgry                        | 14-21 lipca           | 72                  | Grzegorz Procyk Jakub Kwiatkowski Mikołaj Skiba Marcin Maniak             |
| 29. Międzynarodowa Olimpiada Biologiczna                                                    | 2018 | Teheran        | Iran                         | 15-22 lipca           | 68                  | Paweł Tyrna Kacper Ludwig Jaromir Tomasik Jaromir Hunia                   |
| 28. Międzynarodowa Olimpiada Biologiczna                                                    | 2017 | Coventry       | Wielka Brytania              | 23-30 lipca           | 64                  | Paweł Tyrna Jaromir Hunia Paulina Smaruj Albert Roethel                   |
| 27. Międzynarodowa Olimpiada Biologiczna                                                    | 2016 | Hanoi          | Wietnam                      | 17-24 lipca           | 68                  | Michał Kopka Aleksandra Janowska Marcin Jasiński Mateusz Wawrzeńczyk      |
| 26. Międzynarodowa Olimpiada Biologiczna                                                    | 2015 | Aarhus         | Dania                        | 12-19 lipca           | 62                  | Krystian Przybyłowski Konrad Majewski Łukasz Żydzik Dawid Zyrek           |
| 25. Międzynarodowa Olimpiada Biologiczna                                                    | 2014 | Bali           | Indonezja                    | 6-13 lipca            | 61                  | Kinga Szczepaniak Karol Waleskiewicz Bartosz Gąsiorkiewicz Piotr Wawryka  |
| 24. Międzynarodowa Olimpiada Biologiczna                                                    | 2013 | Berno          | Szwajcaria                   | 14-21 lipca           | 62                  | Dawid Mehlich Jan Brancewicz Kamil Zieliński Wojciech Bochenek            |
| 23. Międzynarodowa Olimpiada Biologiczna                                                    | 2012 | Singapur       | Singapur                     | 8-15 lipca            | 59                  | Michał Kania Xavier Dobrzański Dawid Mehlich Hubert Majcherski            |
| 22. Międzynarodowa Olimpiada Biologiczna                                                    | 2011 | Tajpej         | Tajwan                       | 10-17 lipca           | 58                  | Karolina Trocka Sylwia Gajda Alicja Krejner Przemysław Pękala             |
| 21. Międzynarodowa Olimpiada Biologiczna                                                    | 2010 | Changwon       | Korea Południowa             | 11-18 lipca           | 58                  | Anna Trzeciecka Norbert Wąsik Anna Olczykowska Katarzyna Paczkowska       |
| 20. Międzynarodowa Olimpiada Biologiczna                                                    | 2009 | Tsukuba        | Japonia                      | 12-19 lipca           | 56                  | Tomasz Klaus Łukasz Truszkowski Michał Banacki Paweł Stepniewski          |
| 19. Międzynarodowa Olimpiada Biologiczna                                                    | 2008 | Mumbaj         | Indie                        | 13-20 lipca           | 55                  | Agnieszka Grzyb Paweł Stapiński Michał Podgorski Tomasz Klaus             |
| 18. Międzynarodowa Olimpiada Biologiczna                                                    | 2007 | Saskatoon      | Kanada                       | 15-22 lipca           | 49                  | Natasza Gatuszka Paweł Stapiński Rafał Śledziewski Anna Kornakiewicz      |
| 17. Międzynarodowa Olimpiada Biologiczna                                                    | 2006 | Rio Cuarto     | Argentyna                    | 9-16 lipca            | 48                  | Magdalena Uzar Marcin Ziemniak Przemysław Glaza Agnieszka Kabat           |
| 16. Międzynarodowa Olimpiada Biologiczna                                                    | 2005 | Pekin          | Chiny                        | 10-17 lipca           | 50                  | Paweł Cupryn Tomasz Zemleduch Paula Szuba Jan Pojda                       |
| 15. Międzynarodowa Olimpiada Biologiczna                                                    | 2004 | Brisbane       | Australia                    | 11-18 lipca           | 40                  | Łukasz Banasiak Katarzyna Machowica Piotr Tymoszuk Paweł Hermanowicz      |
| 14. Międzynarodowa Olimpiada Biologiczna                                                    | 2003 | Mińsk          | Białoruś                     | 8-16 lipca            | 41                  | Łukasz Kołodziejczyk Łukasz Kaszubowski Barbara Stępień Łukasz Zapala     |
| 13. Międzynarodowa Olimpiada Biologiczna                                                    | 2002 | Jurmała - Ryga | Łotwa                        | 7-14 lipca            | 40                  | Katarzyna Sitnik Radosław Lach Joanna Bancerek Krzysztof Woźniak          |
| 12. Międzynarodowa Olimpiada Biologiczna                                                    | 2001 | Bruksela       | Belgia                       | 8-15 lipca            | 38                  | Wojciech Rychard Konrad Zawadka Ewa Madera Joanna Mierzyńska              |
| 11. Międzynarodowa Olimpiada Biologiczna                                                    | 2000 | Antalya        | Turcja                       | 9-16 lipca            | 38                  | Piotr Skrzypczyk Joanna Mierzyńska Daniel Bak Krzysztof Domagata          |
| 10. Międzynarodowa Olimpiada Biologiczna                                                    | 1999 | Uppsala        | Szwecja                      | 4-11 lipca            | 36                  | Anna Kajzar Małgorzata Owczarek Zvkarz Kepczyński Paweł Szyld             |
| 9. Międzynarodowa Olimpiada Biologiczna                                                     | 1998 | Kilonia        | Niemcy                       | 19-26 lipca           | 33                  | Kajzer Pietrulewicz Skorupka Stoksik                                      |
| 8. Międzynarodowa Olimpiada Biologiczna                                                     | 1997 | Aszchabad      | Turkmenistan                 | 13-20 lipca           | 28                  | Paweł Kundera Paweł Pietraszek Jan Skupień Tomasz Religa                  |
| 7. Międzynarodowa Olimpiada Biologiczna                                                     | 1996 | Artek          | Ukraina                      | 30 lipca - 7 sierpnia | 23                  | Jan Skupień Paweł Pietraszek Adam Reich Anna Petkowska                    |
| 6. Międzynarodowa Olimpiada Biologiczna                                                     | 1995 | Bangkok        | Tajlandia                    | 2-9 lipca             | 22                  | Artur Chmiel Wiesław Babik Marcin Kaczor Marcin Gołębiewski               |
| 5. Międzynarodowa Olimpiada Biologiczna                                                     | 1994 | Warna          | Bułgaria                     | 3-10 lipca            | 18                  | Bogdan Jakieta Liliana Krasińska Marek Niedoszytko Radostaw Tomalski      |
| 4. Międzynarodowa Olimpiada Biologiczna                                                     | 1993 | Utrecht        | Holandia                     | 4-11 lipca            | 15                  | Karol Kamiński Grzegorz Nalepa Szymon Gomułka Radosław Tomalski           |
| 3. Międzynarodowa Olimpiada Biologiczna                                                     | 1992 | Poprad         | Czechosłowacja               | 6-12 lipca            | 13                  | Dwornik Jakubiak Švigut Panczykowski                                      |
| 2. Międzynarodowa Olimpiada Biologiczna                                                     | 1991 | Machaczkała    | ZSRR                         | 1-7 lipca             | 9                   | Kata Miroslav Marta Libura Jolanta Libura Silwia Jakubonis                |
| 1. Międzynarodowa Olimpiada Biologiczna                                                     | 1990 | Ołomuniec      | Czechosłowacja               | 1-7 lipca             | 6                   | Gruchala Szubstarki Mizerski Rurek                                        |